# Paneles de San Vicente de Lisboa

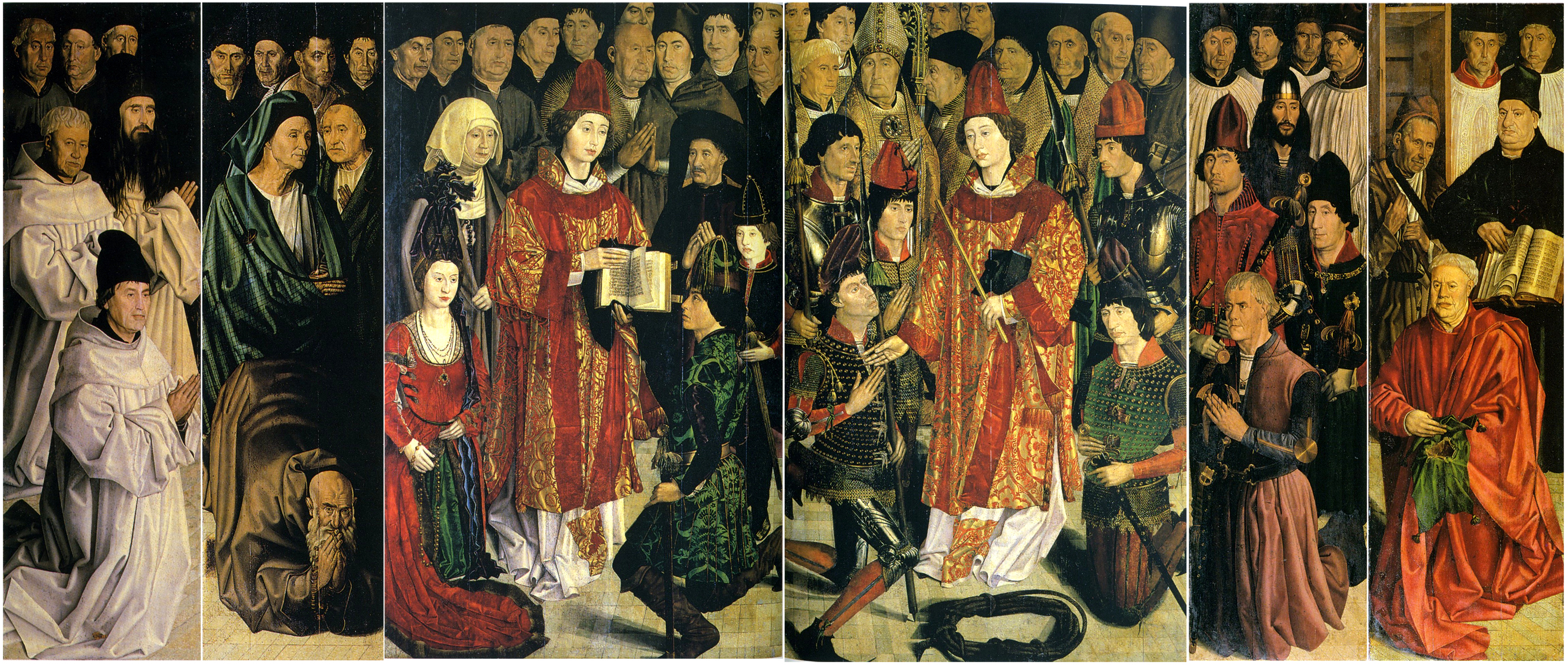
Paneles de San Vicente de Lisboa

Paneles de San Vicente de Lisboa es un políptico de seis paneles realizada por el pintor portugués Nuno Gonçalves, fechado en el siglo XV. Se encuentran en el Museu Nacional de Arte Antiga de Lisboa (Portugal).
La obra fue pintada al óleo y temple sobre madera y tiene unas dimensiones de 207,2 x 64,2 cm; 207 x 60 cm; 206,4 x 128cm; 206,6 x 60,4cm; 206,5 x 63,1 cm.